# Gorgoniapolynoe uschakovi
Gorgoniapolynoe uschakovi är en ringmaskart som först beskrevs av Britayev 1981.  Gorgoniapolynoe uschakovi ingår i släktet Gorgoniapolynoe och familjen Polynoidae. Inga underarter finns listade i Catalogue of Life.